# Lamont Dozier
Lamont Herbert Dozier (Detroit, 16 de junio de 1941-Scottsdale, 8 de agosto de 2022) fue un cantante, compositor y productor discográfico estadounidense, reconocido por haber coescrito y producido catorce canciones que llegaron a la cima de la lista Billboard estadounidense y cuatro temas que encabezaron las listas de éxitos en el Reino Unido.

## Carrera
Dozier fue miembro de Holland-Dozier-Holland, el equipo de composición y producción responsable de gran parte del sonido Motown y de numerosos discos de artistas como Martha and the Vandellas, The Supremes, The Four Tops y The Isley Brothers. Junto con Brian Holland, Dozier actuaba como arreglista y productor del equipo, mientras que Eddie Holland se concentraba principalmente en las letras y la producción vocal.
Junto con los hermanos Holland, Dozier siguió trabajando para Motown Records como fundador y propietario de Invictus Records y Hot Wax Records, produciendo éxitos para artistas como Freda Payne, Honey Cone, Chairmen of the Board y 100 Proof Aged in Soul.

### Primeros años
Dozier grabó algunos discos sin éxito para varios sellos de Detroit antes de que el trío empezara a trabajar como equipo de composición y producción para Motown en 1962. Al año siguiente lograron reconocimiento con los primeros éxitos de Martha and The Vandellas, como "Come and Get These Memories" (número seis de R&B), "Heatwave" (primer lugar en R&B, cuarta posición en pop) y "Quicksand" (octava posición en pop).
En 1964, "Where Did Our Love Go" se convirtió en el primero de los diez éxitos pop de Holland-Dozier-Holland para The Supremes que encabezaron dicha lista durante los tres años siguientes. Después de que Holland-Dozier-Holland dejara Motown en 1968 para formar los sellos Invictus y Hot Wax, Dozier comenzó a grabar como artista en sus sellos. Su canción más exitosa fue "Why Can't We Be Lovers" (novena posición en la lista Billboard R&B). Dozier abandonó el trío de compositores en 1973, y fue sustituido por el nuevo arreglista-productor Harold Beatty.

### Solista
Grabó varios álbumes como solista, escribiendo también gran parte del material. El álbum de 1977 Peddlin' Music on the Side (Warner Bros. Records) contenía el tema "Going Back to My Roots", que posteriormente fue grabado por la banda Odyssey. Tuvo su mayor éxito con el sencillo de 1974 "Trying to Hold on to My Woman", que alcanzó el número quince en la lista de pop y el número cuatro en la de R&B.
Para la segunda temporada de la comedia de televisión That's My Mama (ABC, 1975), Dozier compuso y cantó el tema principal, sustituyendo la música instrumental de la primera temporada. En 1981 logró repercusión con el tema "Cool Me Out" y también en ese año lanzó el sencillo "Shout About It" de su LP Lamont. Esta canción tuvo una considerable difusión en las emisoras de radio de música soul del Reino Unido y fue promocionada por el DJ británico Robbie Vincent a principios de la década de 1980 entre el público británico.

### Compositor
Dozier obtuvo otro número uno como compositor en la década de 1980, al trabajar con Phil Collins para escribir la canción "Two Hearts" para la banda sonora de la película Buster. "Two Hearts" recibió un Globo de Oro a la mejor canción original, empatando con "Let the River Run" de Carly Simon; una nominación al Premio Óscar a la mejor canción original y un Premio Grammy a la mejor canción escrita para medios visuales. Collins y Dozier también coescribieron "Loco in Acapulco" para The Four Tops, que también aparece en la banda sonora de Buster.
En 1984, la cantante Alison Moyet consiguió un éxito en el Top 40 de Estados Unidos con "Invisible", escrita por Dozier. Tres años más tarde, escribió "Infidelity" y "Suffer" con el líder de Simply Red, Mick Hucknall, para el segundo álbum de la banda británica, Men and Women. En 1989 volvieron a formar equipo para escribir "You've Got It" y "Turn It Up" para el siguiente LP de Simply Red, A New Flame.
En 1987 compuso en solitario la canción "Without You", que fue grabada a dúo por Peabo Bryson y Regina Belle para la película Leonard Part 6, estrenada ese mismo año. La canción se publicó como sencillo y entró en las listas musicales de Estados Unidos y Reino Unido. En 1990 ingresó en el Salón de la Fama del Rock and Roll junto con los hermanos Holland.

## Plano personal y fallecimiento

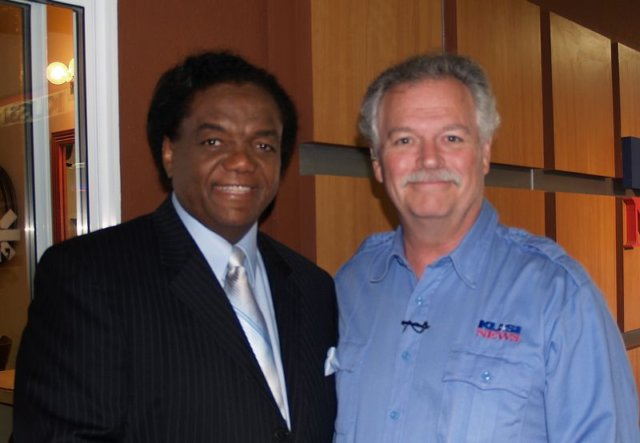
Dozier con el periodista y escritor Phil Konstantin en 2010.

Dozier se casó tres veces. Sus dos primeros matrimonios, con Ann Brown y Daphne Dumas, terminaron en divorcio. Su tercer matrimonio, con Barbara Ullman, duró desde 1980 hasta la muerte de ella en 2021.
El músico falleció en su casa cerca de Scottsdale, Arizona, el 8 de agosto de 2022, a los 81 años.

## Discografía

### Como solista
| Año                                      | Álbum                        | Posición en las listas | Posición en las listas | Discográfica       |
| Año                                      | Álbum                        | EE. UU. Pop            | EE. UU. R&B            | Discográfica       |
| ---------------------------------------- | ---------------------------- | ---------------------- | ---------------------- | ------------------ |
| 1973                                     | Out Here on My Own           | 136                    | 11                     | ABC                |
| 1974                                     | Black Bach                   | 186                    | 27                     | ABC                |
| 1974                                     | Love and Beauty              | —                      | —                      | Invictus           |
| 1976                                     | Right There                  | —                      | 59                     | Warner Bros.       |
| 1977                                     | Peddlin' Music on the Side   | —                      | 59                     | Warner Bros.       |
| 1979                                     | Bittersweet                  | —                      | —                      | Warner Bros.       |
| 1981                                     | Working on You               | —                      | —                      | Columbia           |
| 1981                                     | Lamont                       | —                      | —                      | M&M                |
| 1983                                     | Bigger Than Life             | —                      | —                      | Demon Records      |
| 1991                                     | Inside Seduction             | —                      | 28                     | Atlantic           |
| 2004                                     | Reflections of Lamont Dozier | —                      | 74                     | Jam Right/Zebra    |
| 2018                                     | Reimagination                | —                      | —                      | V2 Benelux (H'Art) |
| "—" denota que no ingresó en las listas. |                              |                        |                        |                    |

## Premios y distinciones
Premios Óscar
| Año  | Categoría              | Canción      | Película | Resultado |
| ---- | ---------------------- | ------------ | -------- | --------- |
| 1989 | Mejor canción original | «Two Hearts» | Buster   | Nominado  |